# 글리옥실산 회로

글리옥실산 회로의 개요

글리옥실산 회로(영어: glyoxylate cycle)는 식물, 세균, 원생생물, 균류에서 일어나는 동화 경로이며, 시트르산 회로와의 변형관계에서 이해해볼 수도 있다. 글리옥실산 회로는 탄수화물을 합성하기 위해 아세틸-CoA로부터 석신산으로의 전환 과정을 중심으로 한다. 미생물에서 글리옥실산 회로는 세포가 포도당이나 과당과 같은 단당류를 사용할 수 없는 상황에서 세포의 탄소 요구를 충족시키기 위해 아세트산(또는 아세테이트)과 같은 2탄소 화합물을 활용할 수 있게 한다. 글리옥실산 회로는 배아 발생 초기의 선형동물을 제외하면 일반적으로 동물에는 존재하지 않는 것으로 간주된다. 그러나 최근 몇 년 동안 일부 동물 조직에서 글리옥실산 회로에 관여하는 핵심 효소인 말산 생성효소 및 아이소시트르산 분해효소의 발견은 세균과 동물에서 효소들의 진화적 관계에 대한 의문을 제기했으며, 동물이 후생동물이 아닌 종에서 알려진 말산 생성효소 및 아이소시트르산 분해효소와 기능이 다른 회로의 대체 효소를 암호화한다는 것을 시사한다.

## 같이 보기
- 시트르산 회로